# 北京国际音乐节

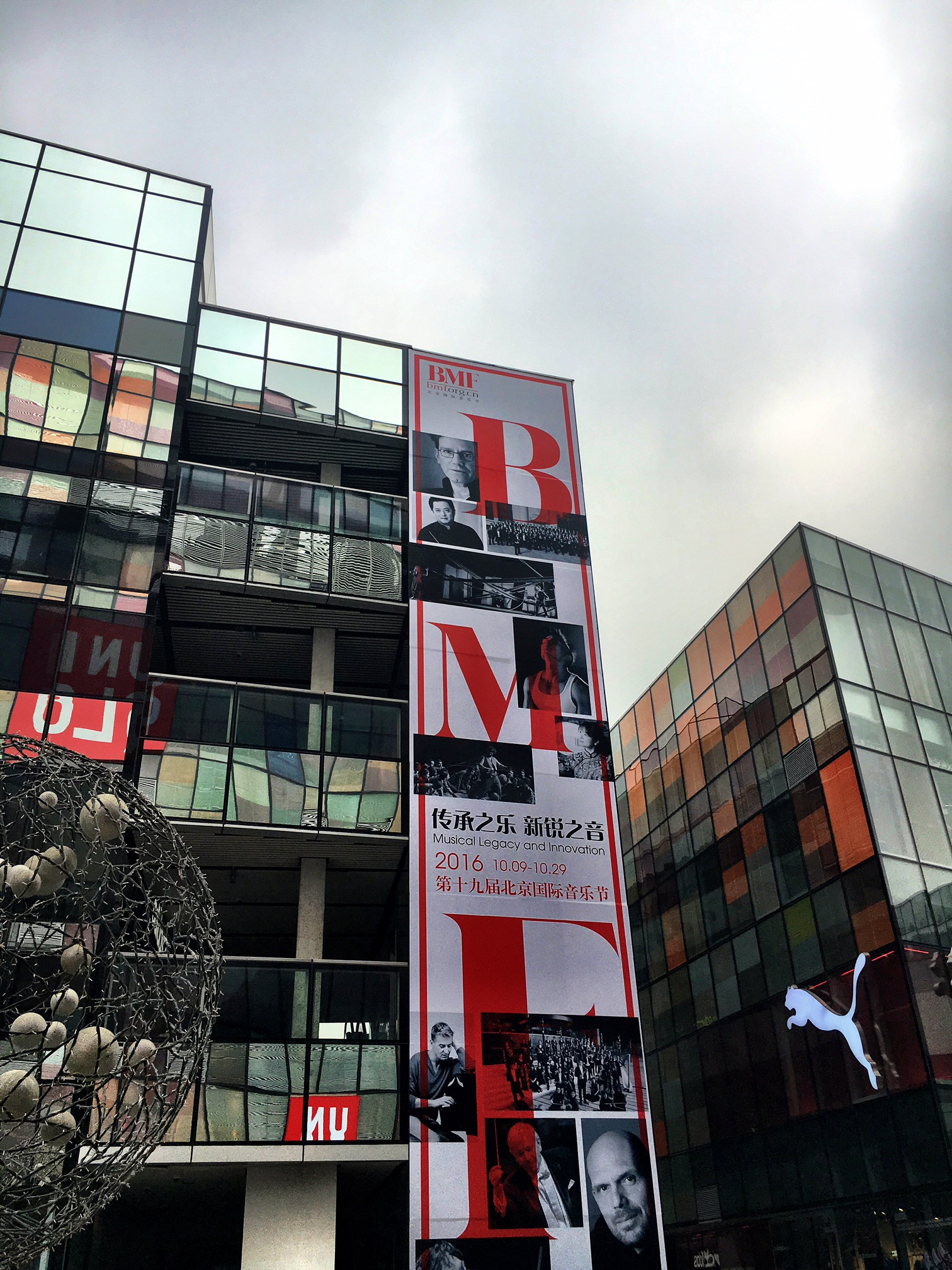
2016年第十九届北京国际音乐节

北京国际音乐节（英語：Beijing Music Festival），是每年10月中旬在中国首都城市北京举行的年度音乐节。

## 历史

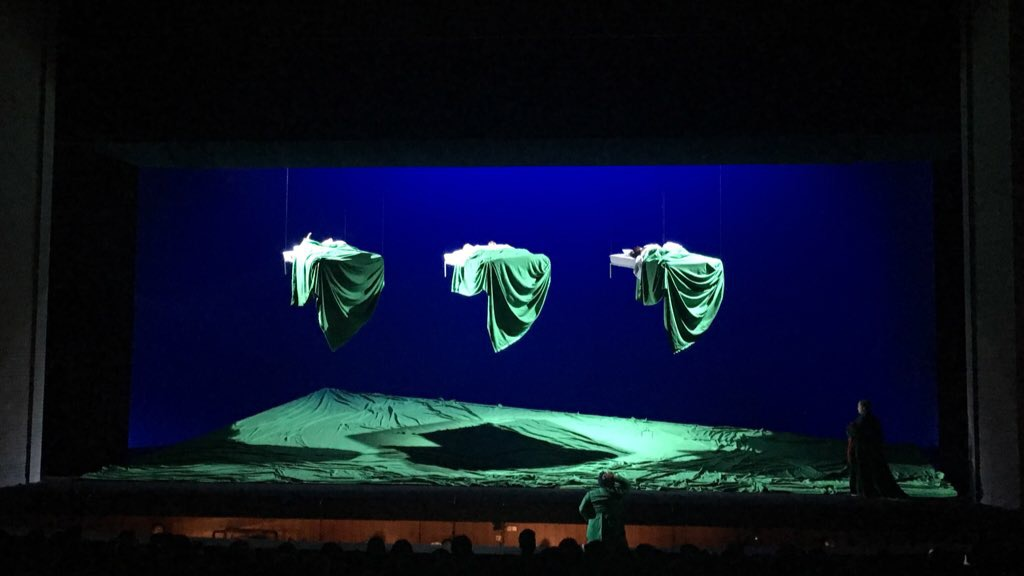
音乐节上的《仲夏夜之梦》

从1998年开始举办。北京国际音乐艺术基金会成立于2005年3月22日，其主要功能是支持及组织各种形式的音乐展演和教育活动，通过其广大的影响力和与国际知名音乐大师和音乐机构的协作关系承办北京大型音乐活动之一的北京国际音乐节，促进国际间文化事也交流和音乐事业的推广的发展。